# Étoile de Lakshmi

Ashthalakshmi ou étoile de Lakshmi.

L'étoile de Lakshmi est un octogramme particulier ; une combinaison de polygones réguliers représentée par le symbole de Schläfli {8/2} ou 2{4}, construite à partir de deux carrés isométriques de même centre et différant d'une rotation d'un angle de 45°. Elle figure dans l'Hindouisme, où elle représente Ashtalakshmi, les huit formes, ou « types de richesse », de la déesse Lakshmi.

## Dans la culture populaire
Ce symbole apparaît de manière prééminente dans le Musée national Lugash dépeint dans le film Le Retour de la Panthère rose en 1975.
Le symbole est utilisé par le groupe Faith No More sur leur site www.fnm.com et d'autres médias du groupe tels que leur album We Care a Lot, en 1985.
Dans le roman L'Épée des Templiers de Paul Christopher, l'étoile marque l'entrée d'un temple secret.
Dans Magi: Le Labyrinthe de la Magie, elle est vue comme le symbole du Roi Salomon.